# علي الصقور
علي الصقور (مواليد 24 نوفمبر 1986) هو لاعب كرة قدم سعودي يلعب في نادي حبونا.
كانت بداياته مع نادي نجران و بعدها لعب لأندية الأهلي والتعاون ونادي الجبلين و وقع مع نادي المجزل في عام 2014 و وقع مع نادي نجران في عام 2016 .

## وصلات خارجية
- علي الصقور على موقع Soccerway.com (الإنجليزية)

- علي الصقور